# Jana camerunica
Jana camerunica är en fjärilsart som beskrevs av Aurivillius 1893. Jana camerunica ingår i släktet Jana och familjen Eupterotidae. Inga underarter finns listade i Catalogue of Life.